# Pielęgnica perłowa
Pielęgnica perłowa (Herichthys cyanoguttatus) – gatunek słodkowodnej ryby z rodziny pielęgnicowatych. Bywa hodowana w akwariach. 

## Występowanie
Południowa część Ameryki Północnej: Rio Grande w Teksasie i od południowego do północno-wschodniego Meksyku.

## Charakterystyka
Ciało bocznie spłaszczone, masywne, z licznymi jasnoniebieskimi cętkami. Szeroki otwór gębowy z grubymi wargami. Ubarwienie podobne do pielęgnicy niebieskołuskiej. P. perłowa jest bardziej wygrzbiecona, ma wyższe czoło i większą płetwę grzbietową. Dorasta do 30 cm. 
Terytorialna, bardzo agresywna, szczególnie w okresie tarła i opieki nad potomstwem. 

## Dymorfizm płciowy
Słabo zaznaczony, samce są nieco większe od samic.

## Warunki w akwarium
| Zalecane warunki w akwarium | Zalecane warunki w akwarium |
| --------------------------- | --- |
| Zbiornik                    | bardzo duży, minimum 180 cm, obsadzony roślinnością, z wolną przestrzenią do pływania, wskazane kryjówki wśród korzeni i kamieni |
| Temperatura wody            | 21 – 25 °C |
| Twardość wody               | miękka do średnio twardej 5 - 18°n                                                                                               |
| Skala pH                    | 6,4 - 7,6 |
| Pokarm                      | żywy, mrożony, suchy (odpowiednio duży)                                                                                          |

## Rozmnażanie
Gatunek o wylęgu otwartym. Samica składa ikrę na podłożu. Opiekę nad ikrą i narybkiem sprawują obydwoje rodzice.